# Copa de Honor Municipalidad de Buenos Aires

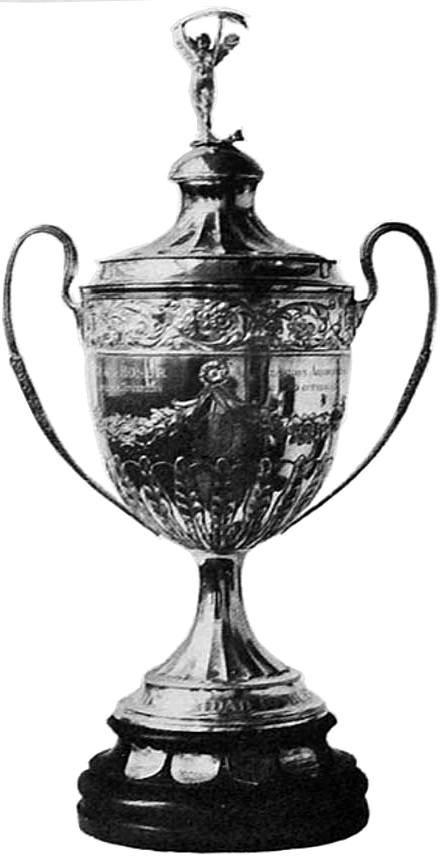
Trofeo assegnato al vincitore

Copa de Honor Municipalidad de Buenos Aires fu un torneo organizzato in Argentina. Vi partecipavano 15 club, e si svolse per 14 edizioni tra il 1905 e il 1936.

## Albo d'oro
- 1905: Alumni
- 1906: Alumni
- 1907: Belgrano Athletic Club
- 1908: Quilmes
- 1909: San Isidro
- 1910: abbandonata
- 1911: Newell's Old Boys
- 1912: Racing Club
- 1913: Racing Club
- 1915: Racing Club
- 1916: Rosario Central
- 1917: Racing Club
- 1918: Independiente
- 1920: Banfield
- 1936: San Lorenzo

## Vittorie per club
4: Racing Club
2: Alumni
1: Banfield, Belgrano Athletic Club, Independiente, Newell's Old Boys, Quilmes, Rosario Central, San Isidro, San Lorenzo